# Charles Robert Leslie

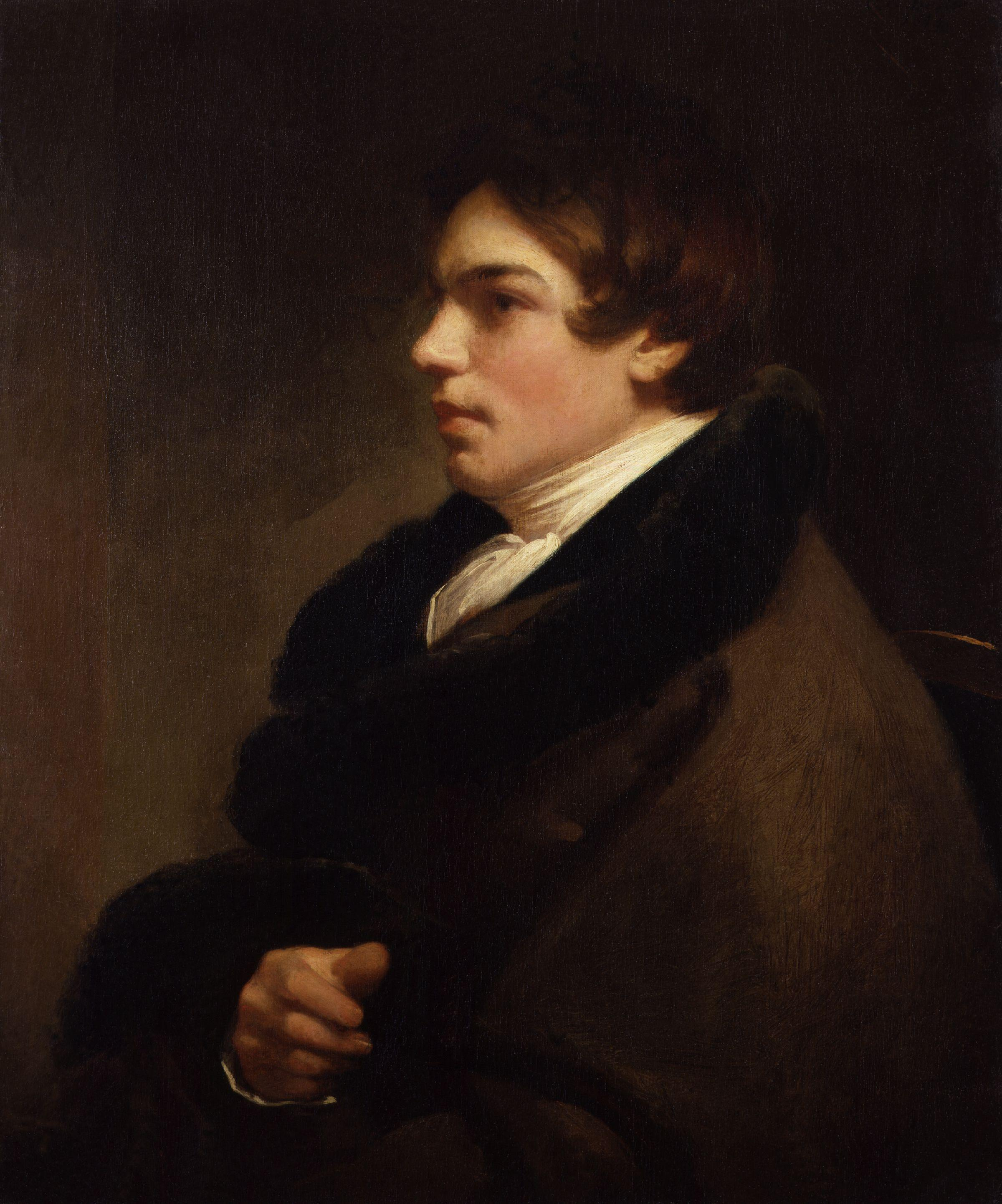
Autoritratto di Charles Robert Leslie, 1814

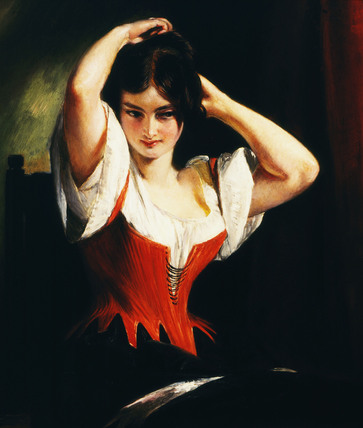
Dulcinea del Toboso, olio su tavola di Charles R. Leslie, 1839

Charles Robert Leslie (Londra, 19 ottobre 1794 – Londra, 5 maggio 1859) è stato un pittore statunitense.

## Biografia
Charles Robert Leslie nacque in Inghilterra da genitori americani. Il padre era un orologiaio di Philadelphia, amico personale di Benjamin Franklin e Thomas Jefferson, che si trasferì a Londra nel 1793 con la moglie e la primogenita Eliza, che sarebbe divenuta una scrittrice di successo. I Leslie, vissero in Inghilterra per circa sette anni e qui nel 1796 nacque il fratello minore, Thomas Jefferson. Quando Charles aveva sei anni ritornarono negli Stati Uniti. Si stabilirono a Filadelfia dove Charles frequentò la scuola per poi fare da apprendista presso un libraio. Leslie, comunque, era molto interessato alla pittura e al teatro, infatti quando l'attore George Frederick Cooke visitò la città, Leslie ne fece un ritratto a memoria dopo averlo visto in scena. Questo dipinto venne considerato così bene che venne raccolta una somma per poter mandare il giovane artista a studiare in Europa.
Leslie partì per Londra nel 1811, aveva con sé lettere di presentazioni che gli procurarono l'amicizia di Benjamin West, William Beechey, Washington Allston, Samuel Taylor Coleridge, Washington Irving e l'ammissione come studente alla Royal Academy, dove venne premiato due volte con medaglia d'argento. In un primo momento, influenzato da Benjamin West e Fuseli, egli tentò la strada della pittura di temi storici, il suo primo lavoro importante fu Saul and the Witch of Endor; ma ben presto scoprì la sua vera attitudine e divenne un pittore di soggetti che trattano, non come quelli di David Wilkie, della vita quotidiana, ma di scene tratte da grandi maestri della narrativa, da William Shakespeare e Miguel de Cervantes, Joseph Addison e Molière, Jonathan Swift, Laurence Sterne, Henry Fielding e Tobias Smollett.
Dei suoi dipinti con soggetti letterari ricordiamo: Sir Roger de Coverley going to Church (1819); May-day in the Time of Queen Elizabeth (1821); Sancho Panza and the Duchess (1824); Uncle Toby and the Widow Wadman (1831); La Malade Imaginaire, act iii. sc. 6 (1843); Duke's Chaplain Enraged leaving the Table, da Don Chisciotte (1849). Di molti dei suoi dipinti più importanti esistono repliche.
Leslie possedeva una empatia tale da riuscire ad entrare facilmente nello spirito dell'autore che illustrava, era dotato di una percezione particolare per la bellezza femminile, un occhio infallibile nell'inquadrare un carattere e riprodurlo nella manifestazione esteriore di un viso e di un aspetto, inoltre un sense of humour geniale, controllato da una istintiva raffinatezza che impediva di eccedere i limiti del buon gusto.
Nel 1826 Charles Robert Leslie fu nominato accademico della Royal Academy.
Nel 1833 partì per gli Stati Uniti per occupare il posto di professore di disegno presso l'Accademia Militare degli Stati Uniti a West Point, dove era capitano ufficiale pagatore il fratello Thomas, ma l'incarico si rivelò oltremodo tedioso e dopo circa sei mesi Leslie fece ritorno in Inghilterra. Charles Robert Leslie morì a Londra nel 1859.
Oltre alle sue capacità artistiche, Leslie fu anche scrittore dallo stile piacevole. La biografia del suo amico Constable, il famoso pittore paesaggista, fu pubblicata nel 1843. Nel 1855 pubblicò un manuale con le sue lezioni tenute alla Royal Academy, Handbook for Young Painters. Nel 1860, Tom Taylor curò la pubblicazione di Charles Robert Leslie's Autobiographical Recollections, contenente interessanti ricordi degli illustri amici contemporanei di Leslie. Taylor completò e pubblicò postuma, nel 1865, l'opera di Leslie, Life and Times of Sir Joshua Reynolds.